# Roemeens voetbalkampioenschap 1933/34
1933/34 was het tweede seizoen van de Divizia A en het 22ste Roemeense landskampioenschap. Zestien teams deden mee, verdeeld over twee groepen waarin een hele competitie werd gespeeld. De groepswinnaars speelden om het kampioenschap. Vanaf het volgende seizoen was er maar één groep en ging het totale aantal clubs van 16 naar 12. Dit betekende dat vier teams zouden degraderen; de twee laatsten van elke groep. Vanaf 1934/35 kwam er ook een tweede klasse, de Divizia B.

## Eindstand

### Groep 1
| Plaats | Team                   | Wed. | W | G | V  | Doelpunten | Verschil | Ptn |
| ------ | ---------------------- | ---- | - | - | -- | ---------- | -------- | --- |
| 1      | Venus Boekarest        | 14   | 9 | 1 | 4  | 41 : 23    | +18      | 19  |
| 2      | Crișana Oradea         | 14   | 7 | 4 | 3  | 29 : 19    | +10      | 18  |
| 3      | Universitatea Cluj     | 14   | 8 | 1 | 5  | 33 : 17    | +16      | 17  |
| 4      | CFR Boekarest          | 14   | 7 | 3 | 4  | 29 : 18    | +11      | 17  |
| 5      | AMEF Arad              | 14   | 7 | 3 | 4  | 26 : 22    | +04      | 17  |
| 6      | Chinezul Timișoara (N) | 14   | 8 | 0 | 6  | 33 : 25    | +08      | 16  |
| 7      | Brașovia Brașov        | 14   | 1 | 2 | 11 | 18 : 54    | −36      | 4   |
| 8      | Tricolor Ploiești      | 14   | 1 | 2 | 11 | 14 : 45    | −31      | 4   |

### Groep 2
| Plaats | Team                      | Wed. | W  | G | V  | Doelpunten | Verschil | Ptn |
| ------ | ------------------------- | ---- | -- | - | -- | ---------- | -------- | --- |
| 1      | Ripensia Timișoara (K)    | 14   | 10 | 2 | 2  | 55 : 13    | +42      | 22  |
| 2      | Unirea Tricolor Boekarest | 14   | 9  | 2 | 3  | 40 : 19    | +21      | 20  |
| 3      | CAO Oradea                | 14   | 8  | 2 | 4  | 44 : 19    | +25      | 18  |
| 4      | FC Juventus Boekarest (N) | 14   | 8  | 2 | 4  | 26 : 21    | +05      | 18  |
| 5      | România Cluj              | 14   | 7  | 2 | 5  | 24 : 21    | +03      | 16  |
| 6      | Gloria CFR Arad           | 14   | 5  | 2 | 7  | 29 : 38    | −09      | 12  |
| 7      | Mureșul Târgu-Mureș (N)   | 14   | 1  | 2 | 11 | 15 : 53    | −38      | 4   |
| 8      | Șoimii Sibiu              | 14   | 0  | 2 | 12 | 07 : 56    | −49      | 2   |

(K) = verdedigend kampioen, (N) = gepromoveerd 

### Finale
| Team 1             | – | Team 2          | Heen      | Terug     |
| ------------------ | - | --------------- | --------- | --------- |
| Ripensia Timișoara | – | Venus Boekarest | 2:3 (2:0) | 3:5 (0:1) |

### Topschutters
| Naam           | Club               | Goals |
| -------------- | ------------------ | ----- |
| Ștefan Dobay   | Ripensia Timișoara | 25    |
| Volodea Vâlcov | Venus Boekarest    | 15    |
| Grațian Sepi   | Universitatea Cluj | 14    |
| Iuliu Bodola   | CAO Oradea         | 13    |
| Petea Vâlcov   | Venus Boekarest    | 13    |